# Kolmaren
Kolmaren är en sjö i Norrtälje kommun i Uppland och ingår i Norrtäljeån-Åkerströms kustområde. Sjön har en area på 0,0733 kvadratkilometer och ligger 2 meter över havet.

## Delavrinningsområde
Kolmaren ingår i det delavrinningsområde (662325-166765) som SMHI kallar för Rinner mot Ålandsfjärden sek namn. Medelhöjden är 14 meter över havet och ytan är 15,72 kvadratkilometer. Det finns inga avrinningsområden uppströms utan avrinningsområdet är högsta punkten. Avrinningsområdets utflöde mynnar i havet, utan att ha någon enskild mynningsplats. Avrinningsområdet består mestadels av skog (68 procent) och jordbruk (12 procent). Avrinningsområdet har 0,44 kvadratkilometer vattenytor vilket ger det en sjöprocent på 2,8 procent. Bebyggelsen i området täcker en yta av 1,7 kvadratkilometer eller 11 procent av avrinningsområdet.